# Ipernity
ipernity（アイパーニティ）は マルチメディアのデジタル画像などの共有スペースを無料で提供するソーシャル・ネットワーキング・サービス (SNS) のひとつである。
サービスの対象者は作家・アーティストとその家族・友人であり、同じスペース内のブログや写真、ビデオ、オーディオなどのデジタルコンテンツの共有を可能にしている。
その機能において、Flickr（フリッカー）と比較される。

## 概要
アイパーニティのプロジェクトは下記の2名によって2005年に立ち上げられた。
- クリストファ・ルゥエル
  - Voila（ヴォアラ、1998年にフランス・テレコムによって買収されたサーチエンジン）と eStat（エスタット、サイト中心のトラフィック測定システム）の共同設立者。
- クリスティアン・コンティ
  - Respublica（レスプブリカ、2000年にLibertysurf/Tiscaliによって買収されたフランス語のオンラインコミュニティ）の共同設立者。

アイパーニティはソフィア・アンティポリスにおいて開発され、プログラミングと検証に2年を要した。2006年5月、オンラインでアルファ版がリリースされた。アイパーニティベータ版は2007年4月にリリースされた。

## 特徴

### 対応言語
フランス語、英語、スペイン語、イタリア語、ドイツ語、ポルトガル語、エスペラント語、オランダ語、カタロニア語、中国語に対応している。

### プロジェクトの目的とポリシー
- 誰でも参加が可能であること。
- 技術情報とネットワークの協力のもとに運営されること。
- 構築し、それを恒久的に、広めていくこと。
- デジタルライフスタイルのために。

### 機能
アイパーニティで公開、共有が可能なサービスは以下の通り。
- ブログ
- 写真
- ビデオ
- オーディオ

その他のタイプのデシタルコンテンツ。
コンテンツはマルチメディアアルバムとして構築される。
複数のファイル種類のアップロードが可能。

### 著作権保護
アイパーニティはクリエイティブ・コモンズ・ライセンスを採用している。

### アーキテクチャ
アイパーニティは主にオープンソースを使用している。
- PHP
- Perl
- Ajax
- MySQL